# Tinéu
Tinéu (Tineo en castellà) és un conceyu del Principat d'Astúries. Limita al nord amb Valdés, al sud amb Cangas del Narcea, a l'oest amb Villayón i Allande, i a l'est amb Salas, Belmonte de Miranda i Somiedo. Endemés és centre de la parròquia amb el mateix nom.
És el segon major conceyu del Principat. La ramaderia és la principal activitat econòmica, és el major productor de llet d'Espanya, encara que ho compagina amb la mineria (principalment de carbó), així com la producció d'energia elèctrica mitjançant la central tèrmica que l'empresa Unión Fenosa posseeix en Soto del Barco i la presa de Calabazos.

## Història

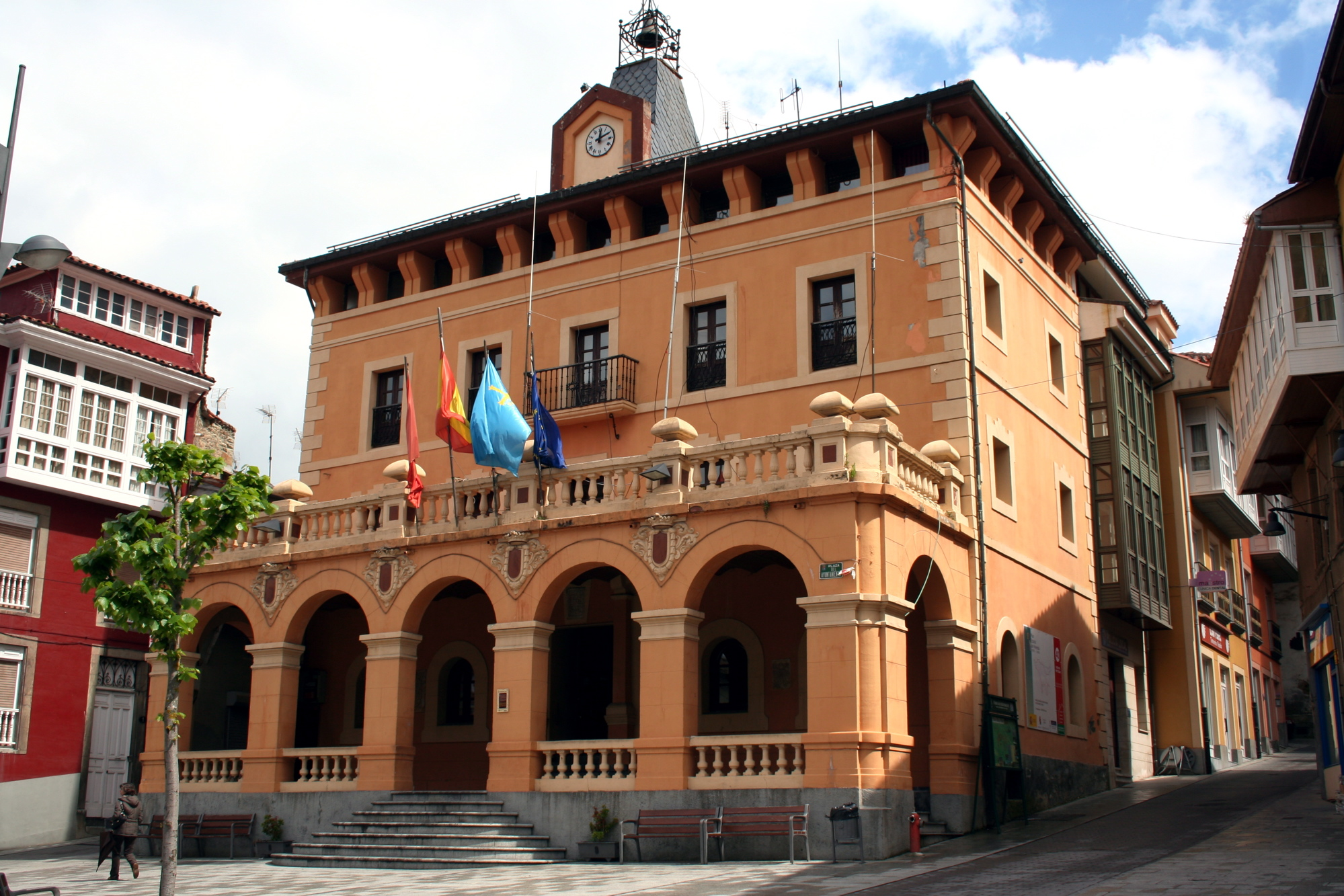
Ajuntament del conceyu de Tinéu

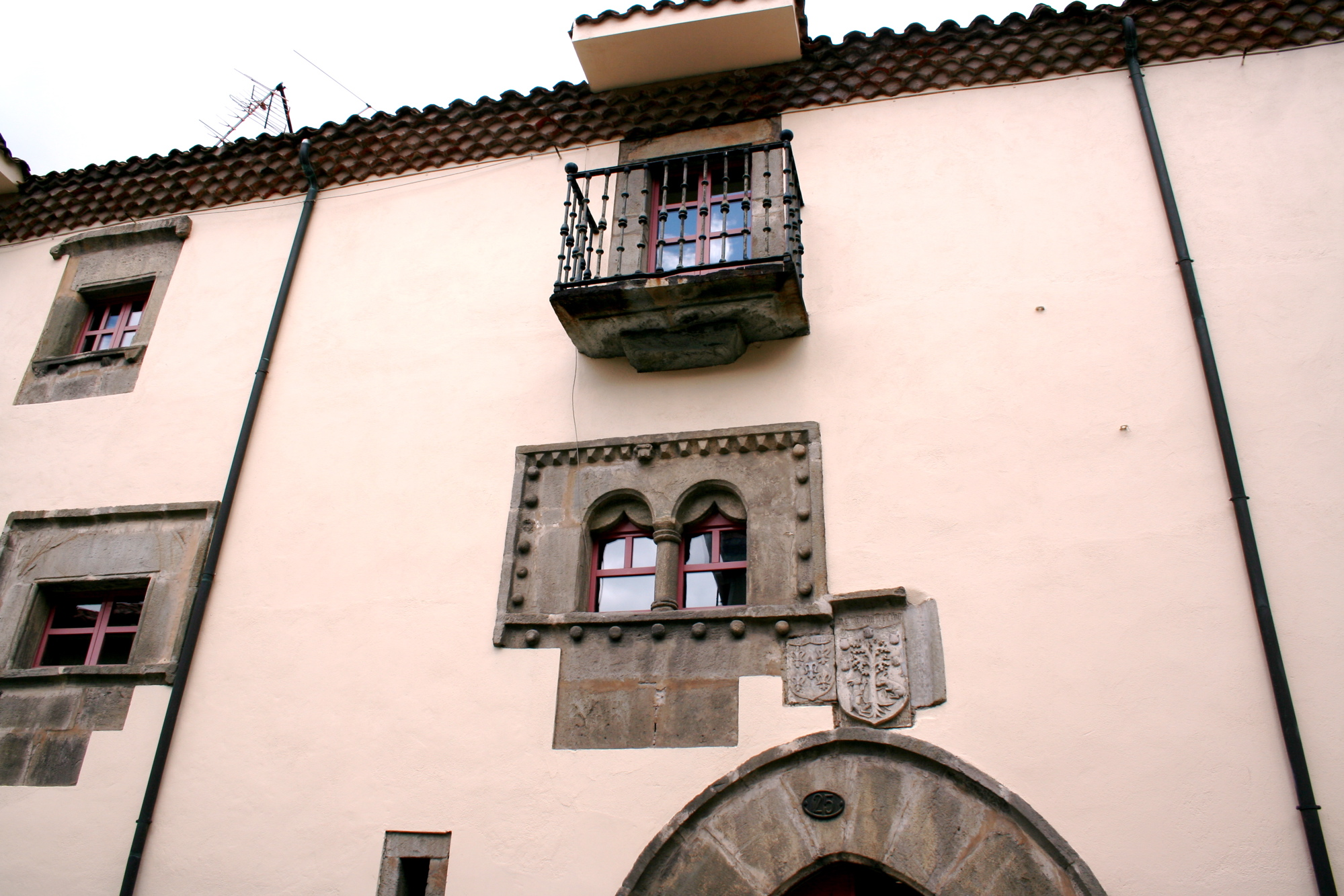
Palau dels García en Tinéu

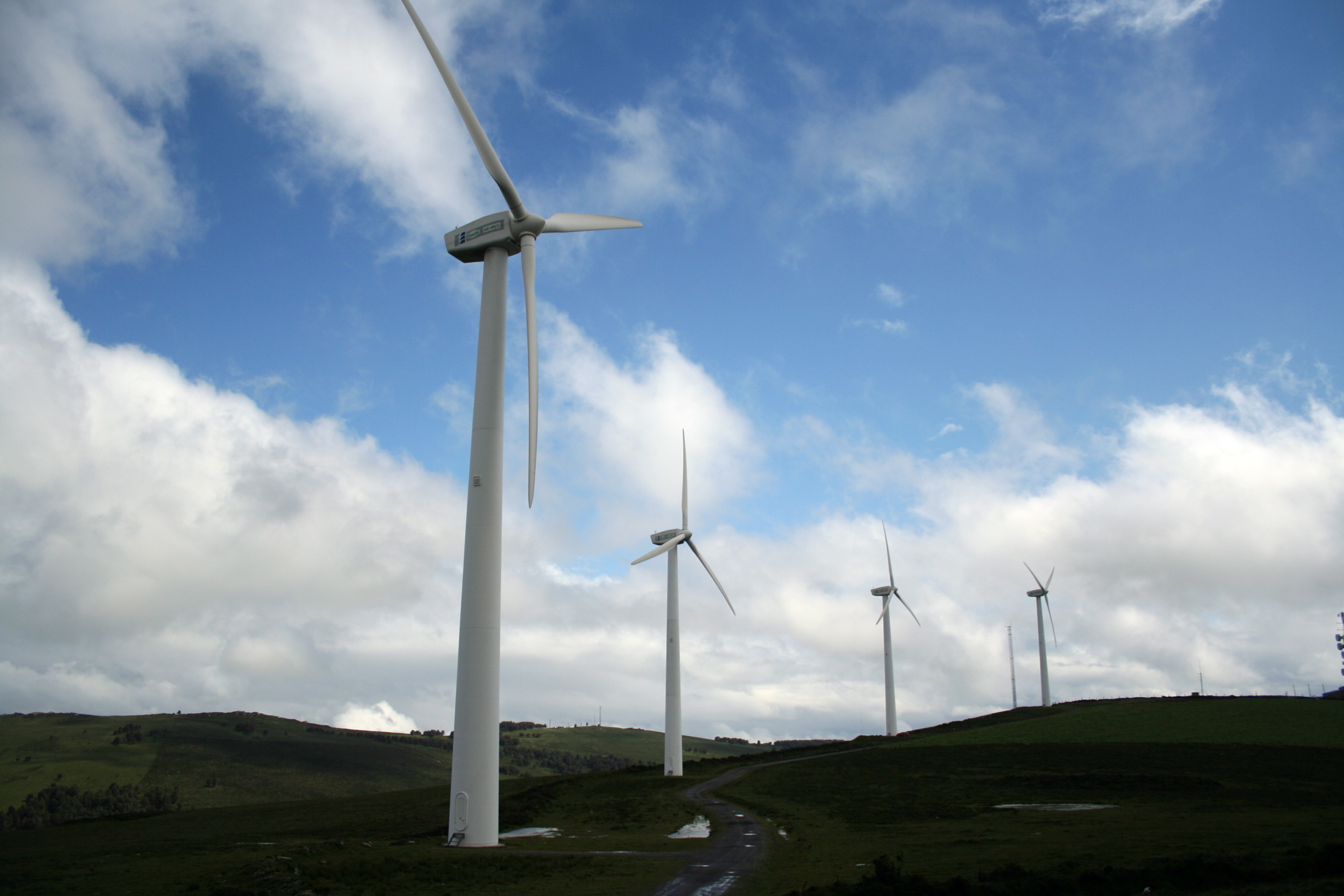
Parc eòlic Picu'l Gayu (Tinéu)

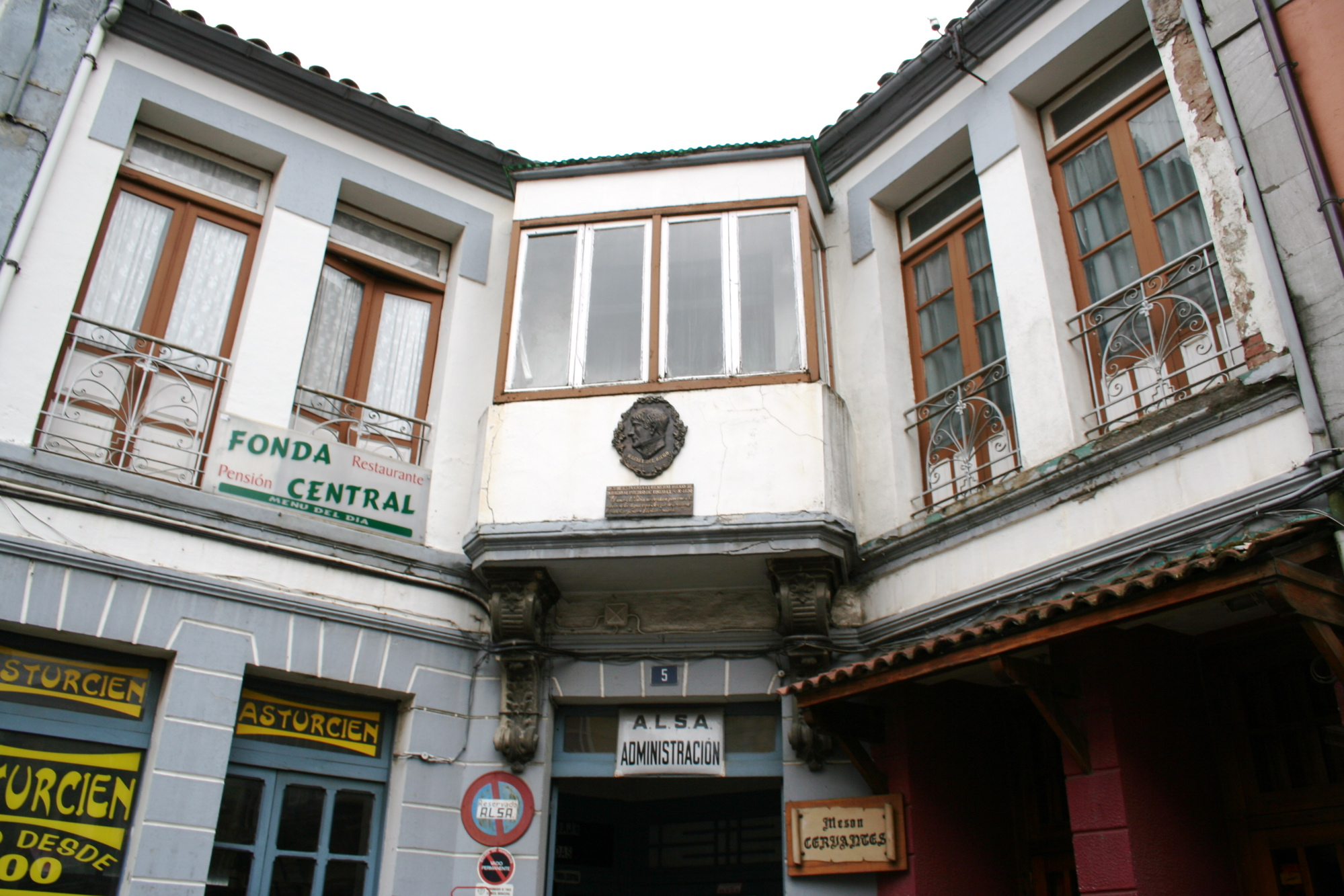
Parada del Alsa i balcó des d'on Rafael de Riego

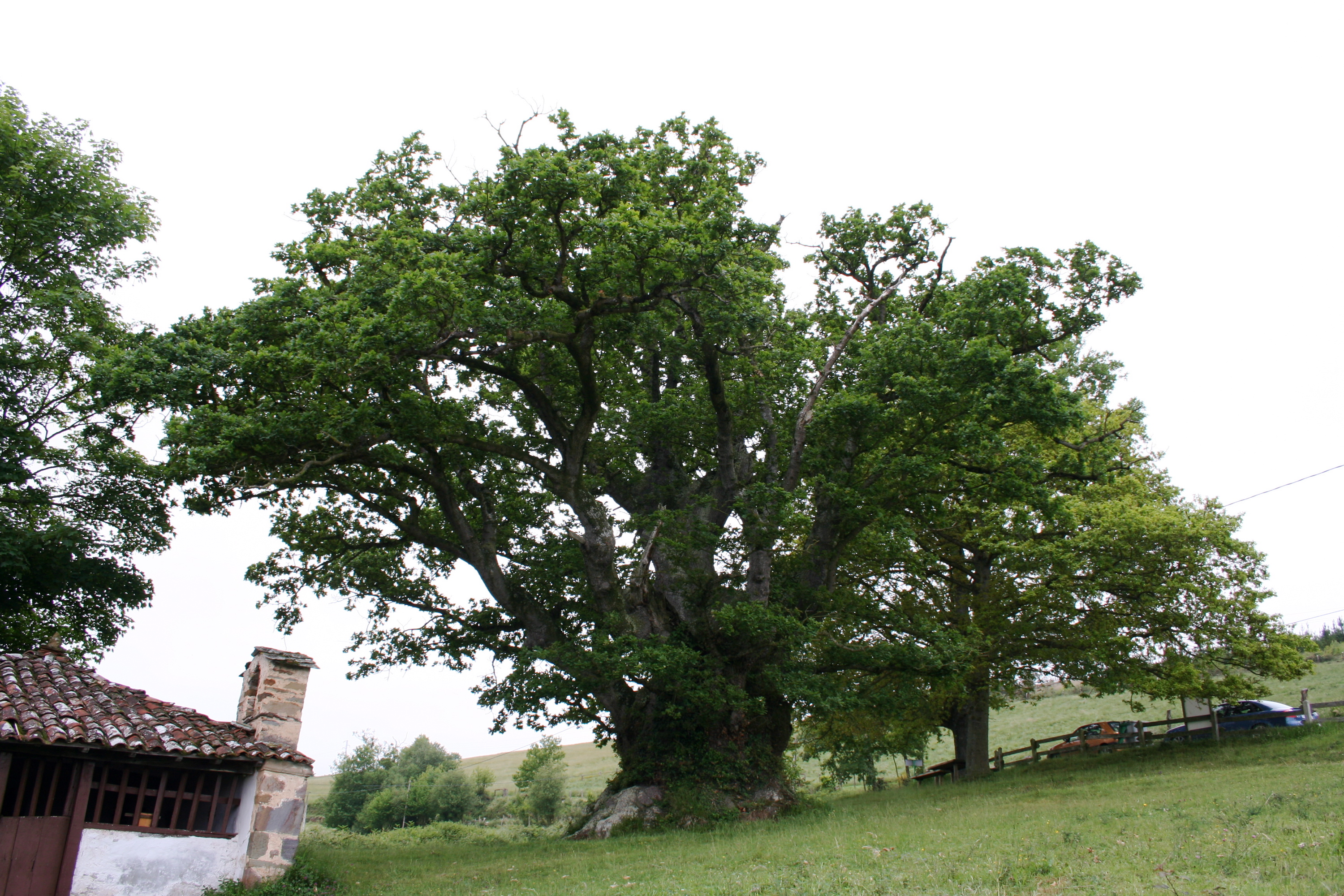
Carbayón de Valentín

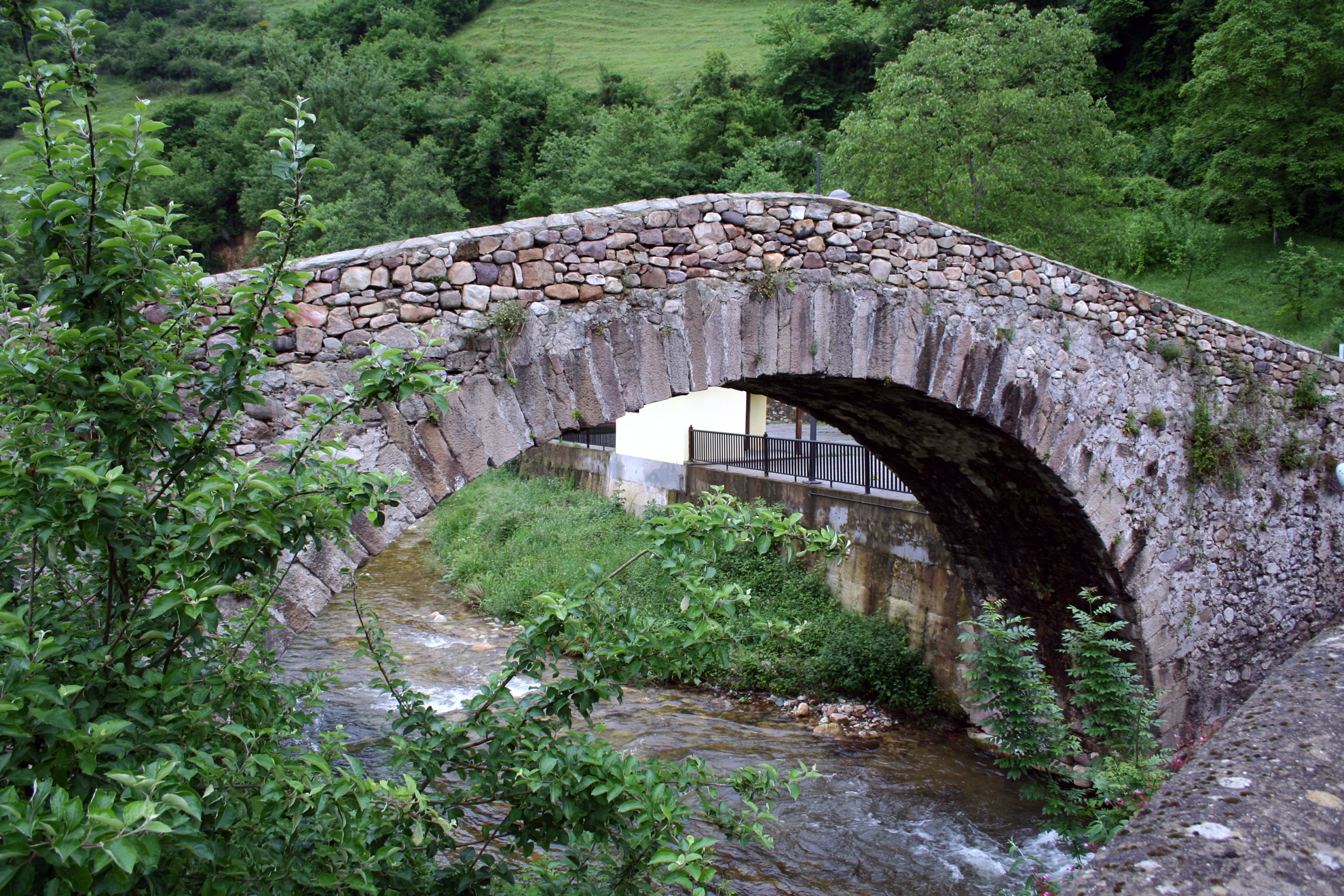
Pont de Carral

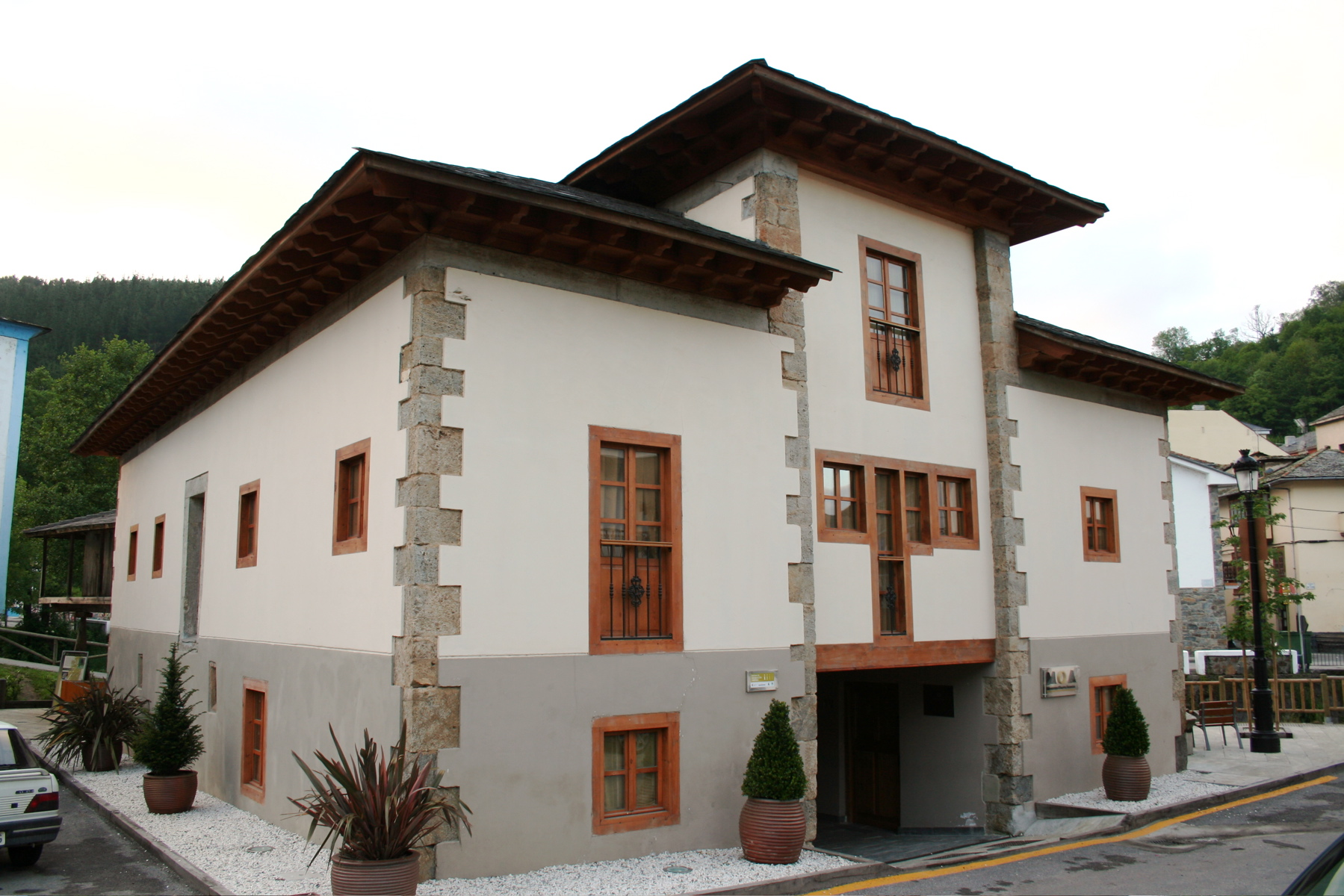
Museu de l'or d'Astúries

### Prehistòria i romanització
Ja des de temps prehistòrics el territori de Tinéu va tenir presència humana, sent l'etapa neolítica la qual més restes arqueològiques d'importància ens deixa, com així ho demostren diversos camps tumulars trobats en la serra de Cabra, la Curiscada, Busteḷḷán, Tamayanes, Bones, Campieḷḷu, El Varadal o Merías. Dels assentaments castrenys, es té constància de l'aparició d'almenys una quinzena d'assentaments fortificats repartits per tot el territori, creient-se que van començar a edificar-se al Neolític, van seguir durant l'edat del bronze, arribant a arribar a la seva màxima plenitud en l'edat del Ferro. Alguns d'aquests assentaments són els de Riocastiello, el Fresno o La Barca.
La colonització romana, porta amb si les primeres explotacions auríferes esdevingudes en el conceyu, sent de gran importància les de Navelgas i Cerrado. També procedeix d'aquesta època la primera calçada que travessava el conceyu, així com diversos topònims locals i diverses monedes, ares, làpides, esteles i fins a la construcció d'algun aqüeducte.

### Edat mitjana i moderna
Es creia que la primera notícia documental de Tinéu procedia de la fundació del monestir de Obana pel príncep Adelgaster, fill del rei Silo, el 780, però s'ha demostrat la falsedat de tal escriptura, tenint, no obstant això el monestir una antiguitat considerable, com així ho prova la seva existència en el segle x. A aquest segle pertanyen diverses donacions efectuades a poders eclesiàstics, com les realitzades per Alfons III d'Astúries i que incloïa al monestir de Santa María i el d'Arganda, o les realitzades pel rei Fruela II d'Astúries i que incloïen diverses esglésies, així com els monestirs de San Esteban de Sobrat, San Fagondu i San Fliz amb tots els seus territoris.
En el segle xi es configura clarament el "Comisso de Tineggio", al capdavant del qual havia comtes, tinents i governadors, apareixent en el testament de Petrus Alvariz i la seva esposa, la confirmació del pare i la mare del monarca portuguès com "Imperants Tineggio". En 1115 representants tinetencs acudeixen a la junta d'Oviedo convocada pel bisbe Pelai, a fi que es neutralitzessin les accions malfactores que s'estaven donant per tot el territori. En l'any 1125 el comte Suario governava tot el territori des de la Cabruñana fins al riu Eo. Ja el 1178 el regente Ferran II de Lleó dona al monestir de San Vicente a Oviedo, el seu reialeng de Tinéu denominat Vallongo i Vega del Rey.
És en el segle xiii quan té lloc la concessió de la carta de poblament a Tinéu, concretament en l'any 1222 i per mediació del rei Alfons IX de Lleó, un enamorat de les terres del conceyu. L'establiment es produïx al voltant d'un antic assentament fortificat. També d'aquest any pertany l'ordre dictada pel rei mitjançant la qual s'obligava a qui peregrinaven a Santiago de Compostel·la, el pas per Tinéu, i més concretament per davant del monestir de Obona. En 1277, té lloc en la localitat de La Espina, la signatura de diverses pobles del centre-occident, entre les quals es trobava Tinéu, d'una carta de germanor en la qual es comprometien en la defensa dels interessos comuns. En 1295 el rei Ferran IV de Castella, gràcies al suport rebut durant les revoltes, confirma els privilegis a diversos conceyos que ho van donar i entre els quals es trobava Tinéu. El 15 d'octubre de 1369 Enric II de Castella concedeix els terrenys de Cangas, Allande i Tinéu a l'avançat d'Astúries Pedro Suárez de Quiñones, sent retornats aquests territoris a la corona novament en temps d'Enric III de Castella.
Després de moltes baralles i ganes d'apoderar-se dels conceyos de Cangas i Tinéu, per part del comte de Lluna, Diego Fernández de Quiñones, el rei els cedeix al cavaller francès Armagnac en recompensa pels serveis prestats, sent aquests restituïts ja definitivament a la corona en l'any 1533. Un poc més tard, en 1579, s'integra en el conceyu l'antic vedat senyorial de Bárcena i 22 anys després el conceyu, gràcies a la mediació de l'apoderat Diego García s'aconsegueix que aquest tingui veu i vot, estant en el seient 35.

### Seglexixfins ara
Ja en el segle xix, té lloc la integració dels últims vedats senyorials, amb la incorporació en 1827 dels vedats d'Obona, Sangodeño i Mirallo. Altres fets importants esdevinguts durant aquesta centúria són les guerres de la Independència, amb presència de tropes tinetencs en el front contra la invasió francesa, i les diferents batalles carlines, també amb diversos disturbis esdevinguts en el conceyu. Els últims temps ens han portat altra guerra molt més cruenta i desgraciada, com fou la Civil espanyola, encara que afortunadament el conceyu es va recuperar de manera satisfactòria convertint-se Tinéu en un referent de tot l'occident astur.

## Geografia
Geològicament parlant Tinéu s'emmarca dintre del període silurià, amb abundància de pissarra i quarsita. També es pot observar una presència important de calcària, sent aquestes utilitzades per a la construcció i per a rectificar les terres de labor. Les formes del seu relleu, igual que succeïx en tota la comarca occidental prelitoral asturiana, són el resultat de la labor efectuada pels cursos fluvials sobre la morfologia heretada del neògen. D'aquesta manera, l'erosió fluvial és la responsable del relleu, quedant encaixats els rius en les parts més baixes.
Amb tot això el conceyu tinetenc és accidentat predominant la mitjana i l'alta muntanya, presentant aquestes elevades pendents. Les seves altituds més destacades són les següents: Pel nord i limitant amb Valdés, ens trobem amb el pic de Capiella Martín, el Estoupo i el Bustellan, amb altures que ronden els 1.000 metres. En els límits meridionals de Cangas del Narcea tenim les altures del Presón, el Malato i la Peña Mayor, tenint unes elevacions entorn dels 1.400 metres. En la vora amb Somiedo i Belmonte de Miranda localitzem pics com els de La Fana, Gamonalín i La Cabra, que juntament amb els anteriorment exposats van a configurar les conques dels rius Xinestaza i Tuña. Encara en la seva part meridional, però una mica més al centre albirem elevacions com El Brañasín, la lloma de Mouro i l'alt d'Armayán. Finalment i en el seu límit occidental ens trobem amb muntanyes com les de Buño, los Hospitales, el pic Quemado, el Mancebón o la Bobia, no arribant o tenint altituds entorn dels 1.000 metres. Si a tot això unim les serres interiors com les de Tinéu-Grullomayor, las Lomas de la Llama, la del Miño, las Cogollas o la Silva, tindrem representada la major part de la topografia local.
La seva xarxa hidrogràfica està dividida per les dues conques en les quals es configura el terreny. La de l'Esva pel nord, i la del Narcea pel sud. Aquest travessa el conceyu, entrant per Argancinas i sortint per Calabazos rebent en el seu caminar les aigües dels rius Arganza, Gera, Rodical, Farandón i Tuña. Les seves aigües són aprofitades per a la producció elèctrica, tenint el conceyu tres centrals destinades a aquest fi. L'Esva recull les aigües del Navelgas i del Bárcena, abandonant el conceyu després d'un recorregut de 40 km per Ese de Calleras.

## Parròquies
El conceyu de Tinéu està format per 44 parròquies:
| - Arganza - Bárzana - Bourres - Brañaḷḷonga - Bustieḷḷu - Caeras - Campucaldera - Cezures - Coḷḷada - Fastias - Francos | - Meriás - Muñalén - Naraval - Navelgas - Nieres - Oubona - El Pedregal - Porciles - El Pozón - La Preda - Reḷḷanos | - El Rodical - Samartín de Semproniana - San Esteban de Reḷḷamiegu - San Fagondu - San Fliz - San Frichosu - Sangoñéu - Santianes - Santiáu - Santolaya - Santolaya de Miñu | - Santuyanu - Sobráu - Soutu - Sorriba - Tabláu - Tinéu - Troncéu - Tuña - Viḷḷatresmil - Xinestaza - Zardaín |

## Evolució demogràfica
L'evolució de la població en el conceyu des de principis del segle xx ha tingut i té dues etapes bastant diferenciades. Així, des que al començament de segle el conceyu presentés una cota de 23.354 habitants, aquesta es va mantenir pràcticament estable i invariable fins a mitjan centúria on la xifra era de 21.694. Fins a aquesta data arribaria la primera etapa. A partir d'aquí té lloc la segona, molt més negativa per a la vida municipal, amb una constant pèrdua de població, únicament pal·liada en la dècada dels 70 gràcies a la reactivació i ampliació de la central elèctrica de Soto del Barco. Així ens trobem amb les 11.801 persones en l'actualitat (INE 2006), el que suposa una pèrdua de gairebé el 50% des de principis del segle passat.
Durant aquesta última etapa s'ha produït un reagrupament de la població entorn de les localitats de Tinéu, Navelgas i Soto del Barco, produint-se el consegüent despoblament de les zones del camp. Quant a les seves estructures demogràfiques cal dir que encara que s'hagi produït un envelliment de la població, aquest no ha estat tan acusat com es cabria esperar, presentant-se un equilibri bastant bo tant en edats, com en sexes.

## Economia
En el conceyu tinetense, el sector primari és el qual major nombre d'ocupacions genera, amb un 54% del total. La ramaderia és la principal activitat desenvolupada dintre del sector, comptabilitzant-se una majoria d'explotacions que es dediquen al bestiar bovino, estant la seva producció clarament orientada al sector lacti, obtenint-se una xifra de llet que gira entorn del 10% de la producció total del Principat d'Astúries. El sector secundari ha anat perdent importància amb el pas dels anys, representant actualment al 19,71% de la població.
La major part dels treballs del sector es realitzen en les indústries extractives i en les generadores d'electricitat, contant el municipi amb una important mineria d'antracita i tres centrals elèctriques, dues hidràuliques a Posada i Calabazos, i una tèrmica, en Soto del Barco. La construcció en canvi, ha estat l'activitat que més ha augmentat en aquests últims temps, seguint la tònica general de tota la regió. Finalment tenim un sector terciari que ocupa al 26,29% de la població activa, i que es troba en un continu procés expansiu. El comerç i els transports són les branques d'activitat més representatives dintre d'ell, sent la capital on es concentra la major part.

## Política
El conceyu de Tinéu trenca clarament la tònica de la resta de conceyos asturians. A diferència de la gran majoria de conceyos, en Tinéu, el partit que més temps ha governat ha estat un partit local, Unidad Campesina de Tinéu (abans Unión de Campesinos Asturianos), que ha governat des de 1979 a 2001, interromput en la legislatura 1987-1991 durant 3 anys per l'arribada al poder del PSOE. Ja en 2001, va governar el PP, i des de l'any 2003, qui ho fa és el PSOE. (Vegeu Llista d'alcaldes de Tinéu). L'actual alcalde és el socialista Marcelino Marcos.
|      | PSOE | PP | CDS | URAS | PAS | UCT | Altres | Total |
| ---- | ---- | -- | --- | ---- | --- | --- | ------ | ----- |
| 1979 | 1    | 1  | 5   | -    | -   | 7   | 7      | 21    |
| 1983 | 1    | 4  | 2   | -    | -   | 14  | 0      | 21    |
| 1987 | 6    | 3  | 3   | -    | .   | 5   | 0      | 17    |
| 1991 | 6    | 2  | 0   | -    | 0   | 9   | 0      | 17    |
| 1995 | 4    | 4  | -   | -    | 0   | 9   | 0      | 17    |
| 1999 | 4    | 5  | -   | 2    | 1   | 5   | 0      | 17    |
| 2003 | 6    | 7  | -   | 0    | 0   | 3   | 1      | 17    |
| 2007 | 11   | 5  | -   | 1    | -   | -   | 0      | 17    |

## Tinetencs il·lustres
- Pedro Rodríguez de Campomanes, polític.
- Rafael de Riego, general i polític liberal.
- José Maldonado González, últim president de la Segona República Espanyola.
- Santiago Negrete